# Macroglossum belis
Macroglossum belis là một loài bướm đêm thuộc họ Sphingidae, chi Macroglossum.

## Hình ảnh

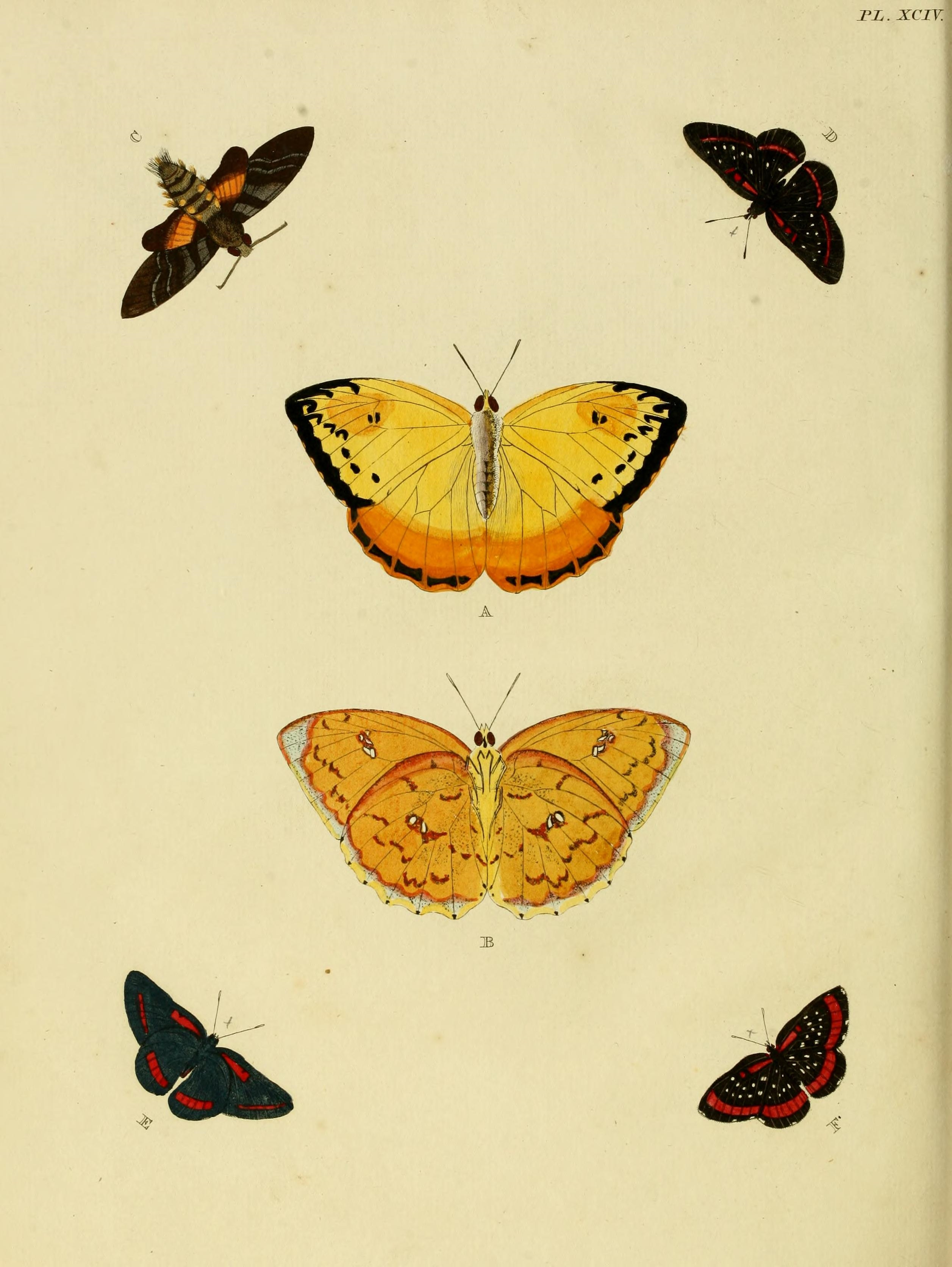